# Zygothrica fascipennis
Zygothrica fascipennis är en tvåvingeart som beskrevs av Oswald Duda 1927. Zygothrica fascipennis ingår i släktet Zygothrica och familjen daggflugor.
Artens utbredningsområde är Peru. Inga underarter finns listade i Catalogue of Life.